# Прохождение Венеры по диску Солнца
Прохожде́ние Вене́ры по ди́ску Со́лнца — астрономическое явление, разновидность астрономического прохождения (транзита). Имеет место тогда, когда планета Венера находится точно между Солнцем и Землёй, закрывая собой крошечную часть солнечного диска. При этом планета выглядит с Земли как маленькое чёрное пятнышко, перемещающееся по Солнцу. Прохождения схожи с солнечными затмениями, когда Солнце закрывается Луной; и хотя диаметр Венеры почти в 4 раза больше, чем у Луны, во время прохождения она выглядит примерно в 30 раз меньше Солнца, так как находится значительно дальше от Земли, чем Луна. Такой видимый размер Венеры делает её доступной для наблюдений даже невооружённым глазом (только с фильтрами от яркого солнечного света) в виде точки на пределе разрешающей способности глаза. До наступления эпохи покорения космоса наблюдения этого явления позволили астрономам вычислить расстояние от Земли до Солнца методом параллакса, кроме того, при наблюдении прохождения 1761 года М. В. Ломоносов открыл атмосферу Венеры.
Продолжительность прохождения обычно составляет несколько часов (в 2004 году оно длилось 6 часов). В то же время, это одно из самых редких предсказуемых астрономических явлений. Каждые 243 года повторяются 4 прохождения: два в декабре (с разницей в 8 лет), затем промежуток в 121,5 года, ещё два в июне (опять с разницей 8 лет) и промежуток в 105,5 года:247. Последние декабрьские прохождения произошли 9 декабря 1874 года и 6 декабря 1882 года, а июньские — 8 июня 2004 года и 6 июня 2012 года. Последующие прохождения произойдут в 2117 и 2125 годах опять в декабре. Во время прохождения наблюдается «явление Ломоносова», а также «эффект чёрной капли».
Наблюдение яркого солнечного диска без защиты глаз даже в течение нескольких секунд может серьёзно повредить сетчатку глаза. Вызываемое при этом заболевание известно в офтальмологии под названием «солнечной ретинопатии», и быстрота его возникновения сильно зависит от диаметра зрачка при наблюдении Солнца невооружённым глазом: при суженном зрачке (диаметр 3 мм) — через полторы минуты непрерывного наблюдения, при расширенном зрачке (диаметр 7 мм) порог температурного повреждения сетчатки превышается сразу. Если же попытаться посмотреть на Солнце в телескоп без специального фильтра, то можно мгновенно лишиться зрения. Поэтому для наблюдения прохождения Венеры по диску Солнца нужно защищать глаза, принимая меры предосторожности, подобные используемым при солнечном затмении.

## Условия, ход и последовательность явлений

### Условия явления
В большинстве случаев, когда Венера находится в нижнем соединении с Солнцем, они не располагаются на одной линии с Землёй. Плоскость орбиты Венеры наклонена под углом в 3,4° к плоскости орбиты Земли, так что обычно она проходит чуть выше или чуть ниже Солнца. Хотя наклон плоскости орбиты Венеры только 3,4°, в нижнем соединении планета может быть видимой с Земли на расстоянии в 9,6° от Солнца. Так как угловой диаметр Солнца около 0,5°, получается, что Венера может появляться выше или ниже него на расстоянии 18 солнечных диаметров. Однако когда нижнее соединение Венеры с Солнцем происходит вблизи линии, по которой пересекаются плоскости орбит Земли и Венеры, то есть вблизи либо восходящего, либо нисходящего узлов орбиты Венеры, тогда и наблюдается прохождение Венеры по диску Солнца.

### Последовательность явлений
Последовательность прохождений повторяется каждые 243 года по два (через 8 лет) с промежутками 121,5 и 105,5 года. Это объясняется тем, что 243 сидерических орбитальных периода Земли (каждый — по 365,25636 дня, что чуть больше тропического года) составляют 88 757,3 дня, и 395 сидерических орбитальных периодов Венеры (224,701 дня) составляют 88 756,9 дня. Таким образом, через этот промежуток времени и Венера, и Земля возвращаются почти на ту же точку в своих орбитах. Этот период соответствует 152 синодическим периодам Венеры.
Последовательность промежутков «105,5 — 8 — 121,5 — 8» — не единственная возможная в 243-летнем цикле вследствие небольших несоответствий в периодах возвращения планет к точкам соединения. До 1518 года эта последовательность выглядела как «8 — 113,5 — 121,5», а до 546 года произошло 8 прохождений, промежутки между которыми равнялись 121,5 году. Существующая сейчас последовательность сохранится до 2846 года (если не считать «касательное» прохождение 2854 года, когда Венера лишь коснётся диска Солнца с внешней стороны), после чего её сменит другая: «105,5 — 129,5 — 8». Получается, что период в 243 года относительно стабилен, но число прохождений внутри него и длительность промежутков могут меняться с течением времени.

### Ход явления
Если воображаемый наблюдатель находится в Северном полушарии Земли, например, в САО, то во время прохождения Венера будет двигаться по диску Солнца слева направо (поскольку в нижнем соединении она движется попятно) и сверху вниз в случае нисходящего узла её орбиты (июньские прохождения, например, в 2004 и 2012 годы), либо слева направо и снизу вверх в случае восходящего узла (декабрьские прохождения, например, в 1874 и 1882 годы):248. В Южном полушарии направление движения Венеры при её прохождении по диску Солнца отличается, в частности, происходит справа налево.
В паре прохождений, отстоящих друг от друга чуть менее, чем на 8 лет, первое происходит после прохождения Венерой через плоскость эклиптики, а второе — до. Поэтому при указанном выше положении наблюдателя в прохождениях, соответствующих восходящему узлу (декабрьских) Венера в первый раз пройдёт по верхней части солнечного диска, а во второй — по нижней его части. А в прохождениях, соответствующих нисходящему узлу (июньских), планета пройдёт сначала по нижней части солнечного диска, а во второй раз — по верхней:14—15. Если нижнее соединение Венеры с Солнцем происходит, когда Венера находится слишком близко к узлу своей орбиты, то смещение её по широте оказывается слишком большим, чтобы произошло другое прохождение 8-летней пары, и имеет место одиночное прохождение:247.
В каждом прохождении Венеры по диску Солнца выделяют четыре фазы (контакта):
1. наружное прикосновение Венеры к краю Солнца (первый внешний контакт, контакт I);
2. первое внутреннее прикосновение (первый внутренний контакт, контакт II) — когда Венера, уже будучи полностью на диске Солнца, касается с ним;
3. второе внутреннее прикосновение (второй внутренний контакт, контакт III) — когда Венера пройдёт по диску Солнца и прикоснётся к другому его краю;
4. второе наружное прикосновение (последний внешний контакт, контакт IV) — когда Венера сойдёт с диска Солнца и будет касаться его, прежде чем полностью от него оторваться.

Во время прохождения Венеры по диску Солнца наблюдается «явление чёрной капли» (два раза: чуть после контакта II и чуть перед контактом III) и «явление Ломоносова» (первый его вариант — между контактом I и контактом II, и незадолго до контакта III; второй вариант — во время контакта I и контакта IV).

## Древние наблюдения
Древние греки, египтяне, вавилоняне, китайцы, а также астрономы Востока — персы, арабы и армяне знали о Венере и записывали её движение. Древние греки считали, что утренние и вечерние появления Венеры представляют разные «звёзды»: Геспер — вечерняя звезда, а Фосфор — утренняя звезда. Считается, что пифагорейцы первыми поняли, что это один и тот же объект. В IV веке до н. э. Гераклид Понтийский предположил, что Венера и Меркурий вращаются вокруг Солнца, а не Земли. В любом случае, свидетельств, что эти цивилизации знали о прохождениях Венеры, нет.
Венера была важным объектом для древних цивилизаций Америки, в частности, майя, которые называли её Нох Эк — «Великая звезда», или Шуш Эк — «Звезда Осы». Они верили, что Венера олицетворяет бога Кукулькана (также известного как Гукумац или Кетцалькоатль в других частях древней Центральной Америки). В рукописях майя описан полный цикл движений Венеры, но несмотря на доскональные знания о траектории планеты, у майя также отсутствуют упоминания о её прохождениях.
Некоторые средневековые астрономы (например, Ибн Сина) сообщали о наблюдении прохождений Венеры, однако в наше время эти сообщения подвергаются сомнению.

## Современные наблюдения
Помимо того, что это очень редкое событие, в прошлом интерес к прохождениям был связан с тем, что при их наблюдении, используя метод параллакса, можно определить размеры Солнечной системы. Для этого нужно измерить незначительные различия времени начала (или окончания) прохождения в двух достаточно удалённых точках Земли. Расстояние между точками в дальнейшем используется как длина базы для определения расстояний до Солнца и Венеры методом триангуляции.
К XVII веку расстояния от Земли до Солнца (астрономическая единица) и до планет не были известны, хотя относительные их расстояния были установлены путём наблюдений и геометрических построений.
Иоганн Кеплер первым предсказал прохождение Венеры 1631 года в брошюре «О редких и удивительных явлениях 1631 года» (лат. De raris mirisque Anni 1631 Phaenomenis), изданной в Лейпциге в 1629 году. Как и предполагал Кеплер, в Европе явление не было видно, однако он полагал, что явление можно будет наблюдать 6 декабря в Америке, тогда как фактически оно не могло быть видно и там, а могло наблюдаться 7 декабря, в частности, в Азии.
Кеплер сделал свои прогнозы относительно 1631 и 1761 годов, но пропустил прохождение 1639 года.

### 1639 год
По таблицам Кеплера это прохождение не предвиделось из-за ошибки в них на 8 минут. Однако английский астроном Джереми Хоррокс уточнил расчёты орбиты Венеры, выполненные Кеплером. Это позволило ему провести первое наблюдение прохождения Венеры по диску Солнца с научными целями 4 декабря 1639 года (24 ноября по юлианскому календарю, использовавшемуся тогда в Англии), из своего дома в Мач Хул, в семи милях от Престона в Англии:250.
С помощью простого телескопа Хоррокс спроецировал солнечный диск на лист бумаги, где можно было безопасно увидеть изображение. Хотя он не был уверен относительно точного времени начала, расчёты показывали, что прохождение начнётся примерно в 15:00. Проведя в ожидании почти весь день, он наконец увидел его в 15:15, сразу, как облака, закрывающие Солнце, рассеялись, и как раз за полчаса до захода Солнца. Его друг Уильям Крабтри наблюдал это же прохождение из Солфорда близ Манчестера. Результаты наблюдений позволили Хорроксу оценить расстояние от Земли до Солнца в 95,6 млн км. Это составляет 0,639 от современного значения в 149,6 млн км, но это была самая верная оценка из данных ранее. Исследования Хоррокса, однако, были опубликованы лишь в 1662 году уже после его смерти Яном Гевелием:250. В 1691 году Э. Галлей предложил использовать следующие прохождения Венеры по диску Солнца для установления параллакса Солнца:250.

### 1761 год
Особый интерес для науки представляли наблюдения «явления Венеры на Солнце», которые сделал М. В. Ломоносов 26 мая (6 июня) 1761 года. Это космическое явление было также заранее вычислено и с нетерпением ожидалось астрономами всего мира. Исследование его требовалось для определения параллакса, позволявшего уточнить расстояние от Земли до Солнца (по методу, разработанному английским астрономом Э. Галлеем), что требовало организации наблюдений из разных географических точек на поверхности земного шара — совместных усилий учёных многих стран:519.
Аналогичные визуальные исследования производились в 40 пунктах при участии 112 человек. На территории России организатором их был М. В. Ломоносов, обратившийся 27 марта в Сенат с донесением, обосновывавшим необходимость снаряжения с этой целью астрономических экспедиций в Сибирь, ходатайствовал о выделении денежных средств на это дорогостоящее мероприятие, он составил руководства для наблюдателей и т. д. Результатом его усилий стало направление экспедиции Н. И. Попова в Иркутск и С. Я. Румовского — в Селенгинск. Немалых усилий также стоила ему организация наблюдений в Санкт-Петербурге, в Академической обсерватории, при участии А. Д. Красильникова и Н. Г. Курганова. В их задачу входило наблюдение контактов Венеры и Солнца — зрительного касания краёв их дисков. М. В. Ломоносов, более всего интересовавшийся физической стороной явления, ведя самостоятельные наблюдения в своей домашней обсерватории, обнаружил световой ободок вокруг Венеры:519.
Он обратил внимание на то, что при соприкосновении Венеры с диском Солнца вокруг планеты возникло «тонкое, как волос, сияние». При схождении Венеры с солнечного диска наблюдался светлый ореол — «пупырь» — вокруг части планеты, находящейся уже вне диска Солнца:331.
М. В. Ломоносов дал правильное научное объяснение этому явлению, считая его результатом рефракции солнечных лучей в атмосфере Венеры, и таким образом стал её первооткрывателем. «Планета Венера, — писал он, — окружена знатной воздушной атмосферой, таковой (лишь бы не большею), какова обливается около нашего шара земного». Так впервые в истории астрономии ещё за сто лет до открытия спектрального анализа было положено начало физическому изучению планет. В то время о планетах Солнечной системы почти ничего не было известно. Поэтому наличие атмосферы на Венере М. В. Ломоносов рассматривал как неоспоримое доказательство сходства планет и, в частности, сходства между Венерой и Землёй. Этот эффект наблюдался многими, его видели Т. Бергман, П. Варгентин, Шапп д’Отрош, С. Я. Румовский, однако лишь М. В. Ломоносов правильно его интерпретировал:519. «Пупырь», который М. В. Ломоносов объяснил преломлением солнечного света в верхней части атмосферы Венеры, в астрономии получил название «явление Ломоносова»:33.
Интересен второй эффект, наблюдавшийся астрономами с приближением диска Венеры к внешнему краю диска Солнца или при удалении от него. Данное явление, открытое также М. В. Ломоносовым, не было удовлетворительно истолковано, и его, по всей видимости, следует расценивать как зеркальное отражение Солнца атмосферой планеты: особенно велико оно при незначительных углах скольжения, при нахождении Венеры вблизи Солнца. Учёный описывает его следующим образом:330—331:

Ожидая вступления Венерина на Солнце около сорока минут после предписанного в эфемеридах времени, увидел наконец, что солнечный край чаемого вступления стал неявственен и несколько будто стушеван, а прежде был весьма чист и везде равен… Полное выхождение, или последнее прикосновение Венеры заднего края к Солнцу, при самом выходе было также с некоторым отрывом и с неясностию солнечного края.
В преддверии прохождения Венеры по диску Солнца в 2012 году, два американских астронома выразили скепсис относительно того, что Ломоносов мог обнаружить атмосферу Венеры в 1761 году с помощью имевшегося в его распоряжении оборудования. Чтобы положить конец сомнениям, группа астрономов-любителей организовала наблюдение прохождения Венеры по диску Солнца 5—6 июня 2012 с помощью телескопов рефракторов XVIII века и подтвердили, что атмосфера могла быть открыта Ломоносовым. Детальная реконструкция открытия Ломоносова показала адекватность его телескопа (одного из первых двух-линзовых ахроматов-рефракторов Доллонда) и особенную важность следования рецептам М. В. Ломоносова — а именно, использование предельно слабых солнечных фильтров и ведения наблюдения методами, повышающими чувствительность глаза. Было также выявлено, с какими параметрами надо выбирать ахроматические пары крон—флинт для объектива при создании близкой копии телескопа, использовавшегося Ломоносовым.
Не все экспедиции завершились удачно. Так, группа Александра Гуа Пингре, направлявшаяся на остров Родригес, по пути приняла участие в боевых действиях против англичан, из-за чего было потеряно много времени и Пингре прибыл на место лишь за 9 дней до начала наблюдений. Из-за плохой погоды Пингре не смог пронаблюдать начало и конец прохождения Венеры, что обесценило результаты экспедиции. Вскоре остров был захвачен англичанами, учёный был взят в плен и находился в заключении 3 месяца, пока французы не отвоевали остров. На обратном пути корабль Пингре также был атакован. Учёный был вынужден сойти на землю в Лиссабоне и добираться в Париж по суше:91. Экспедиции, отправленные Лондонским королевским обществом, также столкнулись с военными действиями. Корабль, отправленный на Суматру, был атакован французским кораблём, сильно повреждён и вернулся в порт. Со второй попытки экспедиция добралась до мыса Доброй Надежды, где пришлось задержаться, так как место назначения оказалось захваченным французами:91.
Сообщения об обнаружении спутника Венеры, которые появились во время прохождения планеты по диску Солнца, противоречили друг другу.

### 1769 год
Обработка наблюдений 1761 года дала большой разброс в значениях параллакса Солнца — от 8,5 до 10,5 секунды, отчасти поэтому для его уточнения наблюдения следующего прохождения Венеры по диску Солнца, происходившего в 1769 году, были развёрнуты с большим размахом во всём мире. В нескольких километрах от Ораниенбаумского дворца, вероятно, в районе села Бронна прохождение Венеры по диску Солнца 1769 года и последующее затмение Солнца наблюдала Екатерина II:3,4. Петербургская Академия наук организовала множество экспедиций не только российских, но и специально приехавших для наблюдения этого редкого явления иностранных учёных в различные уголки страны. С. Я. Румовский направился наблюдать явление в Колу, Христофор Эйлер — в Орск, Л. Ю. Крафт — в Оренбург, И. И. Исленьев — в Якутск. В путь их провожала лично Екатерина II:3. В Петербурге готовились к наблюдениям другой сын Леонарда Эйлера — Альбрехт — и академик С. К. Котельников. Из числа иностранных учёных Жан-Людовик Пикте и Андре Малле отправились в Поной и Умбу, Георг Ловиц — в Гурьев, в Петербурге проводили наблюдения Христиан Майер и А. И. Лексель. Кроме того, была организована астрономическая экспедиция в Азию в составе П. С. Палласа, С. Г. Гмелина, Н. П. Рычкова:129.
Поскольку наряду с наблюдениями собственно прохождения Венеры по диску Солнца в задачу российских экспедиций входило множество других научных и прикладных исследований, они имели очень большое значение не только для астрономии, но и для развития науки в целом. Что касается главной задачи — вычисления по наблюдениям 1769 года параллакса Солнца, то, пожалуй, наибольших успехов здесь добился С. Я. Румовский, использовавший методы Л. Эйлера и получивший значение параллакса 8,62 секунды, что ближе к теперешнему значению (8,80 секунды), чем широко распространённая в научных кругах XIX века оценка Энке (8,58 секунды). Результаты работы российских экспедиций (по крайней мере в области астрономии) были опубликованы Петербургской Академией наук в 1770 году на латинском языке в издании «Novi commentarii Academiae scientiarum imperialis petropolitanae».
Англией, Францией, Испанией и другими странами были организованы экспедиции в Северную Америку, Китай, Батавию, оборудовано около полутора сотен пунктов для наблюдений прохождения Венеры по диску Солнца. Особого внимания заслуживает пара английских экспедиций, направленных в сильно удалённые пункты на одном меридиане. В составе своей первой кругосветной экспедиции Джеймс Кук в сопровождении астронома Чарльза Грина посетил остров Таити в южной части Тихого океана. Другая экспедиция, возглавляемая главой венской обсерватории Максимилианом Хеллом и датским астрономом Педером Хорребоу направилась в норвежский город Вардё. Обе экспедиции закончились успешно, что позволило значительно уточнить параллакс Солнца:159,164.
И в этот раз не обошлось без политики. Испанские власти разрешили провести наблюдения на своих американских территориях только одной (французской) экспедиции, опасаясь, что проводимые вместе с астрономическими географические и геодезические изыскания запрашивавшие разрешение французы и англичане смогут использовать в военных целях. Экспедиция аббата Шаппа направилась в Калифорнию, но из-за встречных ветров в Тихом океане сильно задержалась. Опасаясь не успеть к сроку, Шапп настоял на высадке близ обители Сан-Хосе-дель-Кабо, где в это время свирепствовал тиф. Наблюдения были проведены, но сам Шапп и большая часть команды умерли от болезни:93.
Французский астроном Гийом Лежантиль ради наблюдений прохождения Венеры по диску Солнца совершил самую длительную в истории астрономическую экспедицию, которая длилась 11 лет. Однако его постигло необыкновенное невезение — по разным обстоятельствам он не смог провести полноценные наблюдения ни в 1761, ни 1769 году. В первом случае ему удалось увидеть прохождение лишь в открытом море, что обесценило это наблюдение, а во втором случае помешало облако. Во время длительных странствий в районе Индийского океана он потерпел и ряд других неудач. Лежантиль так отозвался о своём роке:92:

Такая судьба часто ждёт астрономов. Я преодолел почти десять тысяч лиг; я пересёк моря, покинув Отечество, только для того, чтобы стать наблюдателем злополучного облака, которое заслонило Солнце точно в момент моих наблюдений, и чтобы пожать плоды злоключений, выпавших на мою долю.
Оригинальный текст (фр.)C'est-là le sort qui attend souvent les Astronomes. J'avois fait près de dix mille lieues; il sembloit que je n'avois parcouru un si grand espace de mers, en m'exilant de ma patrie, que pour être spectateur d'un nuage fatal, qui vint se présenter devant le Soleil au moment précis de mon observation, pour m'enlever le fruit de mes peines & de mes fatigues.

### 1874 год
С момента наблюдения предыдущего прохождения прошло более ста лет. На протяжении всего этого периода продолжалась обработка наблюдений прохождений Венеры 1761 и 1769 годов с целью возможно более точного определения параллакса Солнца. С. Я. Румовский пересмотрел свою первоначальную оценку (8,62 секунды) и получил значение 8,67 секунды — ещё более близкое к современному значению параллакса. Однако преобладала оценка Энке 1820—1830-х гг. — 8,58 секунды, и лишь в 1864 году было получено значение, менее, чем на пять сотых секунды отличающееся от современного — 8,83 секунды:253. Кроме того, в период между прохождениями Венеры по диску Солнца наука и техника не стояли на месте, за век появились новые и более точные инструменты, а после изобретения в 1840-х гг. новой технологии — фотографии — получал распространение фотографический метод наблюдений.
Подготовка к наблюдениям прохождения Венеры по диску Солнца 1874 года по поручению Петербургской Академии наук в основном проводилась Пулковской обсерваторией во главе с О. В. Струве. Было известно, что для определения параллакса Солнца прохождение Венеры 1874 года на территории России удобнее всего будет наблюдать в Сибири и на Дальнем Востоке, поэтому основные экспедиции были направлены в тот район. В России было оборудовано около трёх десятков пунктов наблюдения, обучен их персонал. Основными приборами были телескопы, гелиометры, включая новейший на то время прибор — фотогелиограф. Для целей определения параллакса Солнца также проводилось возможно более точное определеление координат пунктов наблюдения. Несколько экспедиций было отправлено за границу. В Тегеран был направлен И. И. Стебницкий, который успешно наблюдал прохождение с помощью шестифутовой трубы Мерца с увеличением 139 раз и отметил по хронометру «Фродшэм 3098» моменты появления «эффекта чёрной капли» перед третьим контактом, момент третьего контакта и момент четвёртого контакта. На российском Дальнем Востоке явление наблюдали М. Л. Онацевич и Б. Гассельберг, в Японии — К. Струве, в Египте — В. К. Дёллен. На многих станциях наблюдениям помешала облачность, однако были получены определённые результаты и, в частности, фотографии В. Гассельберга, сделанные в районе Посьета, были опубликованы в 1877 и 1891 годы:15—16. Также по поручению Гельсингфорсского университета на остров Ашур-Ада в Каспийском море был направлен В. И. Фабрициус, работавший на то время вычислителем в Пулковской обсерватории, но наблюдениям помешали ухудшившиеся погодные условия.
Для наблюдений прохождения Венеры 1874 года были организованы британская, германская и американская экспедиции на Кергелен. В том же году была направлена специальная экспедиция с целью получения фотографий прохождения Венеры по диску Солнца, которую возглавлял Г. Дрэпер. Было опубликовано некоторое количество фотографий прохождения Венеры по диску Солнца, в частности, фотография, сделанная в Окленде:551. Французский астроном Пьер Жансен с помощью изобретённого им «фотографического револьвера» сделал хронофотографическую серию из 48 снимков этого события при наблюдении его в Японии.

### 1882 год
Прохождение Венеры по диску Солнца 1882 года можно было полностью наблюдать лишь в западном полушарии. В Европе, включая западную часть России, прохождение Венеры по диску Солнца было видно лишь короткий промежуток времени до заката. Кроме того, как раз в 1870-х годах стали быстро развиваться другие методы определения параллакса Солнца, в частности, по высотам Марса и по наблюдениям астероидов, например, Флоры и Юноны, они уже также давали неплохие оценки — от 8,75 секунды до 8,95 секунды. Обработка наблюдений прохождения 1874 года была ещё в самом разгаре:301. Поэтому экспедиций для наблюдения прохождения Венеры по диску Солнца 1882 года было меньше, чем в 1874 году. В частности, в западное полушарие были направлены четыре немецкие экспедиции. Участник французской экспедиции на Мартинику для наблюдения прохождения Венеры по диску Солнца Ф. Ф. Тиссеран в 1881 году приезжал в Пулково за гелиометрами для неё. Тем не менее развитие технологии привело к тому, что количество фотографий прохождения 1882 года исчислялось тысячами, и они играли важную роль в определения параллакса Солнца. В их обработке использовали микроскопы:553.
Наблюдения прохождений Венеры по диску Солнца, начиная с самого первого, и особенно наблюдения прохождений в XVIII—XIX веках в значительной степени обусловили точность оценки параллакса Солнца — 8,80 секунды — принятой на Международной конференции по фундаментальным звёздам 1896 года на основании обработки результатов измерений по параллактическому и другим методам определения этой величины:253. Соответствующее значение астрономической единицы, константы фундаментального значения для астрономии, и в середине XX века считалось адекватным для обычных астрономических исследований, к концу этого столетия для определения значения астрономической единицы предпочитали использовать точные радиолокационные методы:253.
Спустя несколько месяцев после прохождения Венеры по диску Солнца 1882 года Джон Суза написал «Марш прохождения Венеры» (англ. Transit of Venus March) для торжественного открытия статуи физика Джозефа Генри в следующем году.

### 2004 год
Весь XX век прошёл без прохождений Венеры по диску Солнца, наблюдаемых с Земли. С помощью появившихся в середине XX века радиолокационных методов определения расстояний до планет с большой точностью было вычислено расстояние от Земли до Солнца и оказалось, что оценки конца XIX века были довольно близки к современным:253. После запуска «Спутника-1» стало принципиально возможным наблюдать прохождение Венеры по диску Солнца не только с Земли, но и из космоса. Как с Земли, так и прямыми измерениями на Венере была детально исследована её атмосфера, открытая М. В. Ломоносовым во время прохождения 1761 года.
Тем не менее наблюдение прохождения Венеры по диску Солнца с Земли и в начале XXI века представляло интерес. Для земного наблюдателя это явление произошло в 2004 году. Полностью его можно было наблюдать в восточном полушарии, включая большую часть России, за исключением лишь самой восточной её части, где явление наблюдалось до заката — в Европе, Азии и Африке. Прохождение Венеры по диску Солнца можно было наблюдать в прямом эфире на экране компьютера из любой точки земного шара, технологии позволяли записывать прямые наблюдения на видео и затем просматривать с любой скоростью. Было сделано много фотографий прохождения Венеры по диску Солнца 2004 года из космоса — спутником TRACE и как минимум ещё одним ИСЗ. Время явления для любой точки Земли, включая моменты контактов, можно было определить с помощью специальных компьютерных программ-планетариев с неплохой точностью. Такие данные программ различных производителей несколько различались (разброс — до 20 минут), поэтому при определении моментов контактов всё-таки больше доверия было данным, публикуемым астрономическими обсерваториями в астрономических календарях (например, в «Астрономическом календаре Пулковской обсерватории на 2004 год») и других изданиях.
По-прежнему важным было наблюдение «явления Ломоносова», появилось новое применение — измерение ослабления солнечного света Венерой при прохождении для отладки методов поиска экзопланет, любители проверяли параллактическим методом значение астрономической единицы. Во время прохождения Венеры по диску Солнца 2004 года были получены фотографии МКС, пролетающей на фоне Солнца, а в некоторых точках земной поверхности — и на фоне Венеры:12.

### 2012 год
Прохождение Венеры по диску Солнца 2012 года — последнее в XXI веке для земного наблюдателя. Оно наблюдалось полностью в тихоокеанском регионе, включая большую часть России. В большей части Европы наблюдалось лишь часть явления после восхода, Северной Америки — до заката (кроме тех районов, где Солнце не заходит за горизонт, в этих районах прохождение было видно полностью). Визуально для наблюдателя в Северном полушарии Земли это прохождение отличалось от прохождения 2004 года тем, что хорда, соответствующая пути Венеры пролегала в верхней, а не нижней части диска Солнца, поскольку прохождение случилось до, а не после прохождения Венерой нисходящего узла её орбиты:248:14—15.
Снимки прохождения 2012 года были получены следующими искусственными спутниками Земли: Hinode, «Обсерватория солнечной динамики», RHESSI и «Пикар». На основе данных, полученных с инструментов HMI и AIA «Обсерватории солнечной динамики» во время прохождения, проведены высокоточные измерения радиуса Солнца. Как и подобное событие 2004 года, прохождение 2012 года не было видно известному космическому аппарату для наблюдения за Солнцем SOHO, находившемуся в районе точки Лагранжа L1 системы Земля—Солнце, хотя он и наблюдал прохождение Меркурия по диску Солнца в 2003 и 2006 годах.
Группа астрономов-любителей с помощью телескопов-рефракторов XVIII века организовала наблюдение этого прохождения и подтвердила, что атмосфера Венеры могла быть открыта М. В. Ломоносовым.
Влияние прохождения Венеры по диску Солнца 6 июня 2012 года на солнечный свет, отражённый Луной в ночное время, наблюдалось с помощью спектрографа HARPS обсерватории Ла-Силья (Чили). При этом был детектирован эффект Росситера — Маклафлина и установлено, что его измеренное численное выражение согласуется с теоретической моделью. Это рассматривалось как пролог к изучению прохождений землеподобных экзопланет перед солнцеподобными звёздами с помощью спектрографа высокого разрешения, прикреплённого к телескопу 40-метрового класса.

## Календарь прохождений
В таблице ниже представлены разбитые по 243-годовым циклам прохождения Венеры по диску Солнца с начала нашей эры по 6006 г. н. э. Для прохождений до 4000 г. н. э. в комментариях приведены отличия от прогноза Фреда Эспенака, опытного астронома-вычислителя из НАСА, больше всего известного предсказаниями солнечных затмений, его называют «Мистер Затмение» (англ. Mr. Eclipse).
| Летние циклы | Летние циклы | Зимние циклы   | Зимние циклы    | Зимние циклы    |
| ------------ | ------------ | -------------- | --------------- | --------------- |
| 23 мая 60    |              |                |                 | 23 ноября 181   |
| 24 мая 303   |              |                |                 | 23 ноября 424   |
| 24 мая 546   | 22 мая 554   |                |                 | 23 ноября 667   |
| 24 мая 789   | 22 мая 797   |                |                 | 23 ноября 910   |
| 24 мая 1032  | 22 мая 1040  |                |                 | 23 ноября 1153  |
| 25 мая 1275  | 23 мая 1283  |                |                 | 23 ноября 1396  |
| 26 мая 1518  | 23 мая 1526  |                | 7 декабря 1631  | 4 декабря 1639  |
| 6 июня 1761  | 3 июня 1769  |                | 9 декабря 1874  | 6 декабря 1882  |
| 8 июня 2004  | 6 июня 2012  |                | 11 декабря 2117 | 8 декабря 2125  |
| 11 июня 2247 | 9 июня 2255  |                | 13 декабря 2360 | 10 декабря 2368 |
| 12 июня 2490 | 10 июня 2498 |                | 16 декабря 2603 | 13 декабря 2611 |
| 15 июня 2733 | 13 июня 2741 |                | 17 декабря 2846 | 14 декабря 2854 |
| 16 июня 2976 | 14 июня 2984 |                | 18 декабря 3089 |                 |
| 20 июня 3219 | 17 июня 3227 |                | 20 декабря 3332 |                 |
| 22 июня 3462 | 19 июня 3470 |                | 23 декабря 3575 |                 |
| 24 июня 3705 | 21 июня 3713 |                | 25 декабря 3818 |                 |
|              | 24 июня 3956 |                | 26 декабря 4061 |                 |
|              | 26 июня 4199 |                | 29 декабря 4304 |                 |
|              | 28 июня 4442 |                | 31 декабря 4547 |                 |
|              | 30 июня 4685 |                | 2 января 4791   |                 |
|              | 2 июля 4928  | 7 января 5026  | 4 января 5034   |                 |
|              | 5 июля 5171  | 8 января 5269  | 5 января 5277   |                 |
|              | 7 июля 5414  | 12 января 5512 | 9 января 5520   |                 |
|              | 8 июля 5657  | 13 января 5755 | 10 января 5763  |                 |
| 11 июля 5900 | 9 июля 5908  | 15 января 5998 | 12 января 6006  |                 |